# Mycena asterina
Mycena asterina é uma espécie de cogumelo bioluminescente da família Mycenaceae. É encontrado no estado de São Paulo, no Brasil.